# Pitar pilula
Pitar pilula är en musselart som beskrevs av Alfred Rehder 1943. Pitar pilula ingår i släktet Pitar och familjen venusmusslor. Inga underarter finns listade i Catalogue of Life.